# Grotte di Goyet
Le Grotte di Goyet sono una rilevante area archeologica costituita da una serie di grotte tra loro collegate, che si trovano su di in una parete calcarea a circa 15 metri sopra il fiume Samson, vicino al villaggio di Mozet, nel comune di Gesves, nella provincia di Namur in Belgio.
Il sito è una località significativa per lo studio dei Neanderthal e del popolamento del continente da parte dell'uomo moderno (EEMH - European early modern humans in inglese), grazie alle migliaia di fossili e manufatti tutti attribuiti a una lunga e contigua sequenza stratigrafica che spazia da 120.000 anni fa, paleolitico medio, a meno di 5.000 anni fa, tardo Neolitico.

## Scavi
I primi scavi risalgono al XIX secolo ad opera di Edouard Dupont, che nel 1867 vi trovò i primi resti fossili. Ulteriori scavi furono condotti negli anni '70 e tra il 1998 e il  2004.

## Descrizione
Situate appena a sud del Castello di Goyet, le grotte sono essenzialmente gallerie sotterranee lunghe 250 metri, ricche di speleotemi e scavate nel calcare nel corso di milioni di anni dalle acque del fiume Samson, all'interno di un massiccio calcareo di 90 ettari.
Il massiccio è suddiviso in zone:
- Terrazza classica;
- Terza Grotta;
- Rifugio superiore;
- Cavità del mulino.

Il sito ospita una notevole varietà di oggetti preistorici: migliaia di ossa di esseri umani preistorici e grandi mammiferi, un fischietto, manufatti in pietra con incisioni stilizzate, una tomba di bambino di circa 5.000 anni, il cranio fossilizzato di un cane paleolitico, un coltello ricavato da una costola umana, la più grande collezione di fossili di Neanderthal del Nord Europa, asce manuali, arpioni, collane, bacchette d'avorio, piastrine d'avorio incise, corno di renna intagliato e resti umani scuoiati e filettati, che suggeriscono il cannibalismo tra i Neanderthal.
Di particolare interesse il cranio fossilizzato del cane paleolitico che, anche se non è certo si possa affermare sia l'antenato del moderno cane addomesticato, fornisce dati utili per gli studi di questo mammifero.

## Neanderthal
L'insediamento delle grotte da parte dei Neanderthal risale al paleolitico medio. L'occupazione occasionale dei Neanderthal iniziò 120.000 anni fa e terminò 40.000 anni fa.
Tra 45.500 e 40.500 anni fa i Neanderthal vivevano nella Terza Grotta, dove sono state rinvenute 99 ossa appartenenti ad almeno cinque individui. Si tratta della più grande collezione di fossili di Neanderthal dell'Europa settentrionale. Per i cinque neandethaliani ci sono prove che gli arti superiori sono stati disarticolati, gli arti inferiori scarnificati e anche fracassati, probabilmente per estrarre il midollo osseo, la cavità toracica sventrata e la mascella smembrata. Ci sono anche prove che i macellatori abbiano poi utilizzato alcune ossa per ritoccare i propri strumenti. La lavorazione della carne di Neanderthal alle Grottes de Goyet è simile a quella utilizzata per lavorare le carni dei cavalli e delle renne.
Nel 2018, i ricercatori sono riusciti a estrarre il DNA nucleare da Goyet Q56-1, un femore destro di un uomo di Neanderthal datato direttamente a circa 43.000-42.080 anni fa. L'analisi del DNA rivela che Goyet Q56-1 era di sesso femminile. Rispetto ad altri Neanderthal per i quali è stato estratto il DNA nucleare, Goyet Q56-1 è geneticamente più vicino a Spy94a della Grotta di Spy e si raggruppa più vicino ad altri Neanderthal dell'Europa tardo-europea.

## Homo sapiens
Nel 1998 vennero ritrovate in una fessura le ossa di un bambino di dodici anni. In seguito la caverna venne chiamata Salle de l'Enfant. Si tratta di resti risalenti a 5.000 anni fa, che si ritiene rappresentino una tomba. Altri elementi di tipo culturale, come tubi perforati che forse venivano usati come flauti, indicano che le grotte continuarono a essere abitate anche nel tardo Neolitico. Un oggetto ancora più recente scoperto a Goyet, attribuito all'età del ferro (intorno al 500 a.C.), è un coltello ricavato da una costola umana.
Nel 2016, i ricercatori hanno estratto con successo il DNA da diversi antichi fossili umani a Goyet (con datazioni dirette): GoyetQ116-1 (35.160-34.430 BP) e GoyetQ376-3 (33.940-33.140 BP) dall'Aurignaziano; GoyetQ376-19 (27.720-27.310 BP), GoyetQ53-1 (28.230-27.720 BP), GoyetQ55-2 (27.730-27.310 BP), GoyetQ56-16 (26.600-26.040 BP) e Goyet2878-21 (27.060-26.270 BP) del Gravettiano; e GoyetQ-2 (15.230-14.780 BP) del Magdaleniano. Si è scoperto che GoyetQ376-19, Goyet53-1 e Goyet56-16 si raggruppano geneticamente con molti altri individui Gravettiani provenienti dall'Europa nel Cluster di Věstonice, mentre si è scoperto che GoyetQ-2 si raggruppa geneticamente con molti altri individui Magdaleniani provenienti dall'Europa nel Cluster di El Mirón.